# Craig Taro Gold
 (avril 2025).
Motif : J'ai des gros doutes sur cet article. Tout me paraît surfait. Il est d'après l'article extrêmemnt célèbre, or l'article n'est pas fréquenté sur aucun des interwikis, tous créé par des CAOU. Pluseiurs des sources mentionnaient n'amènent en réalité à rien. Bref, je pense qu'il va falloir se plonger plus dans cet article et s'interroger si nous n'avons pas en réalité à faire à du spam interwiki...
- Archive Wikiwix
- Bing
- Cairn
- DuckDuckGo
- E. Universalis
- Gallica
- Google
- G. Books
- G. News
- G. Scholar
- Persée
- Qwant
- (zh) Baidu
- (ru) Yandex
- (wd) trouver des œuvres sur Wikidata

| 1. | Préciser le motif de la pose du bandeau. | Précisez le motif de la pose du bandeau en utilisant la syntaxe suivante : {{admissibilité à vérifier\|date=avril 2025\|motif=remplacez ce texte par le motif}}                      |
| 2. | Informer les utilisateurs concernés.     | Pensez à avertir le créateur de l'article, par exemple, en insérant le code ci-dessous sur sa page de discussion : {{subst:avertissement admissibilité à vérifier\|Craig Taro Gold}} |

Craig Taro Gold (né en novembre 1969), connu sous le nom de Taro Gold, est un interprète, artiste, auteur-compositeur et entrepreneur américain. 
Il est l'auteur de plusieurs livres à succès du New York Times, notamment Open Your Mind, Open Your Life et Living Wabi Sabi. Il est le coauteur avec Tina Turner et Regula Curti de la publication d'Atria Books Happiness Becomes You: A Guide to Changing Your Life for Good. Il est également le cofondateur de plusieurs sociétés technologiques, notamment eVoice, Teleo et d'autres entreprises commerciales.

## Biographie

### Éducation
Gold a fréquenté une académie préparatoire à la pédagogie Montessori et le lycée Torrey Pines, situé dans sa ville natale de Del Mar, en Californie. Il a également passé du temps en tant que boursier des programmes interculturels AFS à Brisbane, en Australie. Il a obtenu une licence en sciences à l'Université Sōka de Tokyo, au Japon où il a étudié l'économie, la psychologie et la philosophie, obtenant son diplôme avec une mention honorifique en 1994. Gold est d’ailleurs le premier américain diplômé de l'Université Sōka. Son éducation de troisième cycle incluait les relations internationales et l'espagnol à l'Université de Salamanque en Espagne et l'infographie et le graphisme à l'UCLA,.

### Carrière dans le divertissement
La carrière de Gold dans le divertissement a démarré lors de ces premières apparitions, enfant, dans des comédies musicales à Broadway. Il participe à la première tournée nationale de la comédie musicale de Broadway Evita, mise en scène par Harold Prince, entre 1980 et 1982. À 12 ans, après plus de 700 représentations, Gold décide de quitter la troupe.
En 1982, il est choisi par le réalisateur James Lapine dans la production à Los Angeles de la comédie musicale de Broadway March of the Falsettos. Gold est la doublure pour le rôle principal de Jason. En 1983, il gagne une place dans la première troupe d'adolescents de The Groundlings, où il étudie et réalise une improvisation au théâtre de Los Angeles, le Groundlings. En 1984, lors de la première mondiale de la comédie musicale Peter Pan au théâtre Pantages d'Hollywood, il interprète John, le personnage principal.
Du milieu des années 80 au milieu des années 90, Gold est une voix off de Disney Channel. Il est aussi acteur dans les publicités Duncan Hines. Il est également un modèle d'impression pour les vêtements de sport Puma et les sous-vêtements pour hommes Versace,.

Gold (à l'extrême gauche) se produisant à Tokyo en 2007

Au Japon, Gold produit un album solo de 14 titres intitulé The Diamond You, qui est distribué en Asie par Virgin Music Japan en 2008. Il est disponible via iTunes, Spotify, Tidal et d'autres plateformes de streaming à travers le monde entier depuis 2009. La plupart des chansons de l'album ont été écrites par Gold, dont plusieurs coécrites par Gold et Diane Warren, Robi Rosa, KC Porter, Ryo Aska et Aleks Syntek. Le saxophoniste Dave Koz, le batteur Vinnie Colaiuta et le bassiste Mel Brown, lauréat d'un Grammy Award, figurent sur l'album produit par une équipe internationale. Elle comprend Gold, Darren Rahn et Goh Hotoda, lauréat d'un Grammy Award,. L'album est enregistré au Sony Music Studios à Tokyo, au Chase Lounge à Phoenix, à AZ et au Studio The Palms à Las Vegas, et masterisé par l'ingénieur Ted Jensen à New York. Un remix de 13 titres de l'album The Diamond You comprenant une reprise d'Imagine de John Lennon est diffusé dans le monde entier sur iTunes en 2010. Plusieurs titres de l'album apparaissent dans les jeux vidéo PlayStation de Sony, dont Vibes.
Gold produit Out in the Line-Up, un film documentaire indépendant qui suit le voyage mondial de deux amis pour découvrir l'acceptation émergente des LGBT dans la culture internationale du surf. Le film est présenté en avant-première le 20 février 2014 au Sydney Mardi Gras Film Festival en Australie, où il remporte le prix du public pour le « meilleur documentaire »[réf. nécessaire]. Il a ensuite remporté le prix du « meilleur film » lors de festivals tels que le festival du film de Newport Beach en 2014 et le festival du film de surf de San Diego en 2014, ainsi que le prix du « meilleur documentaire » au festival du film de Londres en 2014.

### Carrière d'écrivain
Gold est un auteur à succès du New York Times. Ses livres se sont vendus à plus de deux millions d'exemplaires et ont été publiés en sept langues. Son premier livre, Open Your Mind, Open Your Life, est sorti en 2001 et est devenu un best-seller qui est publié en anglais, français, portugais, hébreu, japonais et coréen. Le livre a reçu un fort soutien d'Arun Gandhi, directeur de l'Institut Gandhi et petit-fils du Mahatma Gandhi. Il a dit à propos de Open Your Mind, Open Your Life que ce livre éclairera et ennoblira le lecteur. La couverture du livre a été créée par Gold et la designer Laura Shaw, et sa représentation d'iris violets est devenue une image emblématique de l'œuvre littéraire de Gold qui a ensuite influencé le développement du logo de la marque Taro Gold.
Living Wabi Sabi: The True Beauty of Your Life, un livre de Gold paru en 2004, a été recommandé par le magazine Time, présenté dans un guide d'idée cadeau du magazine et il est ensuite apparu dans un article du magazine sur les philosophies esthétiques asiatiques. En 2018, Tina Turner a déclaré au New York Times que Living Wabi Sabi était l'un de ses livres d'inspiration préférés de tous les temps.
En 2011, le journaliste britannique Marcel Theroux a présenté In Search of Wabi Sabi sur BBC Four dans le cadre de la programmation Hidden Japan de la chaîne, en commençant par lancer un défi tiré du livre de Gold Living Wabi Sabi pour demander aux gens d'une rue de Tokyo de décrire Wabi Sabi. Theroux prouvait alors les dire de Gold, à savoir que « les gens se conteront de hausser les épaules poliment en expliquant que Wabi Sabi est tout simplement inexplicable ».
Gold a reçu le prix du livre de l'année de ForeWord Reviews pour son livre What is Love? A Simple Guide to Romantic Happiness[réf. nécessaire]. Il a reçu le prix littéraire Benjamin-Franklin pour son livre Living Wabi Sabi[réf. nécessaire]. Son travail a été cité par divers auteurs, notamment dans les livres Even June Cleaver would Forget The Juice Box et Wisdom For The Soul. Tous les livres de Gold ont reçu du soutien et des critiques favorables dans Publishers Weekly.
Gold a écrit des essais pour des magazines et des journaux, dont The Advocate, The World Tribune, Tricycle: The Buddhist Review, Parabola et Beliefnet. Il a également été le rédacteur en chef adjoint pendant trois ans auprès de Living Buddhism, une publication à laquelle il contribuait régulièrement.

Gold escortant sa mère sur le tapis rouge au Festival de Cannes 1999.

#### Œuvres
- 2011 : 心 を 開 け ば, 人生 も 開 く (Open Your Mind, Open Your Life) Langue japonaise, Takaraden 978-5748934528
- 2010 : 侘 び 寂 び を 生 き る (Living Wabi Sabi) langue japonaise, Takaraden 978-2345712537
- 2009 : לפתוח את הראש, חיים פתוחים Open Your Mind, Open Your Life) Langue hébraïque, Focus Publishing 978-0974988445
- 2009 : 愛 と は？ (What Is Love?) Langue japonaise, Takaraden 978-4789541231
- 2008 : Ouvrez votre esprit à la vie (Open Your Mind, Open Your Life) Langue française, ADA Éditions 978-2895656203
- 2007 : Qué es el Amor? (What Is Love?) Langue espagnole, Grupo Editorial Panorama 978-9683816450
- 2006 : The Tao of Dad: The Wisdom of Fathers Near and Far, Andrews McMeel Publishing 978-0740757198
- 2005 : The Tao of Mom: The Wisdom of Mothers from East to West, Andrews McMeel Publishing 978-0740739583
- 2004 : Living Wabi Sabi: The True Beauty of Your Life, Andrews McMeel Publishing 978-0740739606
- 2004 : Abra Sua Mente, Abra Sua Vida (Open Your Mind, Open Your Life) Langue portugaise, Editora Sextante 9788575421291
- 2004 : Open Your Mind, Open Your Life (coffret), Andrews McMeel Publishing 978-0740742538
- 2003 : What Is Love? A Simple Guide to Romantic Happiness, Andrews McMeel Publishing 978-0740738388
- 2002 : 오픈 유어 마인드, 오픈 유어 라이프 (Open Your Mind, Open Your Life) langue coréenne, Jisangsa 9788995360101
- 2002 : Open Your Mind, Open Your Life (deuxième volume), Andrews McMeel Publishing 978-0740727108
- 2001 : Open Your Mind, Open Your Life: A Little Book Of Eastern Wisdom, Andrews McMeel Publishing 978-0740714467

### Entrepreneuriat
Gold a été impliqué dans de nombreuses entreprises commerciales. Sa carrière d'entrepreneur a débuté en 2000 lorsqu'il a cofondé la société de télécommunications eVoice, qui a fourni le premier système de messagerie vocale à grande échelle au monde, accessible par Internet, avec des produits tels que la messagerie vocale, la messagerie vocale visuelle et des innovations en matière d'identification de l'appelant. Ces innovations en matière de voix sur IP ont constitué la base des futures applications déployées par Google Voice et Apple. Pendant cette période, il a contribué à l'innovation d'une technologie de reconnaissance vocale connue sous le nom de Vodex. eVoice a été racheté par AOL en 2001 et a fait partie du groupe de services vocaux d'AOL. La société a ensuite été rachetée par j2 Global.
Après l'acquisition d'eVoice par AOL en 2001, Gold est devenu le PDG fondateur de Call Forwarding Services (CFS). C'est une startup Internet qui fournissait des services de communications VoIP en marque blanche à AT&T, MCI Inc. et Qwest. CFS a été acquise par Qwest en 2002.
En 2005, Gold a lancé une autre enyreprise de communication en cofondant Teleo. La société a fourni un système VoIP permettant aux utilisateurs d'ordinateurs de bureau et d'ordinateurs portables d'envoyer et de recevoir des appels téléphoniques sur Internet. Teleo a été rachetée par Microsoft en 2006 et a intégré le groupe MSN de Microsoft.
En tant qu'investisseur providentiel de la Silicon Valley, Gold a aidé à lever des fonds pour plusieurs jeunes entreprises prospères, dont CallCast (acquise par LiveOps en 2003) et IronPort (acquise par Cisco en 2007 pour 830 millions de dollars).
En 2008, Gold s'est aventuré sur le marché du développement d'applications de santé et de remise en forme en tant que PDG fondateur de WebDiet. La technologie brevetée de WebDiet utilise les téléphones portables pour comptabiliser la consommation alimentaire et a été la première application à compter les calories et à automatiser l'accompagnement des repas. L'entreprise de fitness Nutrisystem a été accusée d'avoir volé la technologie de WebDiet.
En 2014, Gold a cofondé Vusay une plateforme de médias sociaux qui a rendu la plateforme YouTube et d'autres vidéos en ligne plus interactives et virales, permettant aux utilisateurs d'ajouter des commentaires qui mettent en valeur des moments spécifiques dans les vidéos, puis de les partager de manière transparence sur Twitter et Facebook.
Gold est membre du conseil consultatif d'Averon qui développe des solutions de cybersécurité et des applications d'intelligence artificielle. En 2015, Averon a formé des partenariats technologiques internationaux avec Telefónica,.

### Collection de bijoux
En 2010, Gold a lancé une collection de bijoux unisexe basée sur le logo Taro Gold que l'on retrouve dans la pochette de ses livres et CD de musique. Il a expliqué son inspiration en matière de design comme : « Le diamant de sagesse et la joie que nous possédons tous dans nos cœurs, la fleur de courage et la beauté qui bourgeonnent en nos vies lorsque nous surmontons des obstacles et des difficultés. La fleur de lotus fleurit à la perfection à partir de la boue la plus profonde et la plus épaisse qui soit ». La ligne de bijoux se compose principalement de bagues et de pendentifs en diamant fabriqués en or, en platine ou en argent sterling. Elle se vend principalement dans des boutiques spécialisées à Osaka et Tokyo au Japon  et à San Francisco aux États-Unis.

### Philanthropie
Gold est impliqué dans des efforts philanthropiques, notamment le parrainage privé d'étudiants défavorisés en Asie et en Amérique du Sud. Il est également un partisan de longue date du projet Trevor, fondé en 1998 par son ami James Lecesne, grâce aux bénéfices provenant des ventes par CafePress du livre Diamond You de Taro Gold. En 2005, Gold a doté l'Université Soka d'une bourse d'études baptisée The Rainbow Family Fund destinée aux étudiants et familles LGBT.
Gold est membre bienfaiteur du Sundance Institute et du Sundance Film Festival depuis 2006, et de Sundance London depuis 2013

### Vie privée

Gold avec Sheila E. à Las Vegas en 2012

Gold est un intervenant régulier et un membre actif auprès de communautés, notamment Digital Life Design à Munich et DLD à Tel Aviv, Burning Man, la fondation Black Rock Arts et le Forum Économique Mondial. Il est membre du conseil consultatif de l'ICAP (Comité International des Artistes pour la Paix), dirigé par les coprésidents Herbie Hancock et Wayne Shorter.
Le 8 septembre 2007, Gold a rencontré le sénateur Barack Obama au domicile d'Oprah Winfrey à Montecito, en Californie. Le jour suivant, il a publiquement annoncé qu'il soutenait la campagne de Barack Obama à la présidence des États-Unis d'Amérique. Gold a réaffirmé son soutien à Obama en 2012, en organisant une collecte de fonds, en étant actif sur les réseaux sociaux, et en écrivant plusieurs éditoriaux pour le Huffington Post. Le grand-père maternel de Gold, un ami de Ronald Reagan, était un maire républicain populaire en Californie. Il avait d'ailleurs obtenu quatre mandats. Au début des années 1990, Gold a écrit à propos de l'affiliation de sa famille au mouvement républicain, et leur changement de cap pour le Parti démocrate au début des années 1990.
Gold maintient un régime vegan, il pratique le yoga et il défend les droits des animaux. Il a vécu sur quatre continents durant son enfance, ses études secondaires et ses années universitaires notamment à Del Mar en Californie (Amérique du Nord), Tokyo au Japon (Asie), à Brisbane dans le Queensland (Australie), et à Salamanque en Espagne (Europe),.
Les membres de sa famille élargie vivent dans le monde entier et viennent de traditions philosophiques diverses, y compris le judaïsme, le protestantisme, le catholicisme et le bouddhisme, qui selon Gold lui a donné « une conscience aiguë qu'il existe plusieurs façons de voir la même chose ». Il s'est identifié comme un « JuBu », un bouddhiste juif. Gold savait qu'il était homosexuel dès son plus jeune âge et a écrit pour la section Gay Voices de The Huffington Post. Depuis son adolescence, il pratique le bouddhisme de Nichiren en tant que membre de l'association bouddhiste mondiale Soka Gakkai International.
Une histoire de Vogue Japon de 2014 sur la vie des célébrités à Tokyo a noté que Gold avait élu domicile dans le luxueux Park Hyatt Tokyo Hotel au sommet de la Shinjuku Park Tower de 2006 à 2008.